# Муравейник

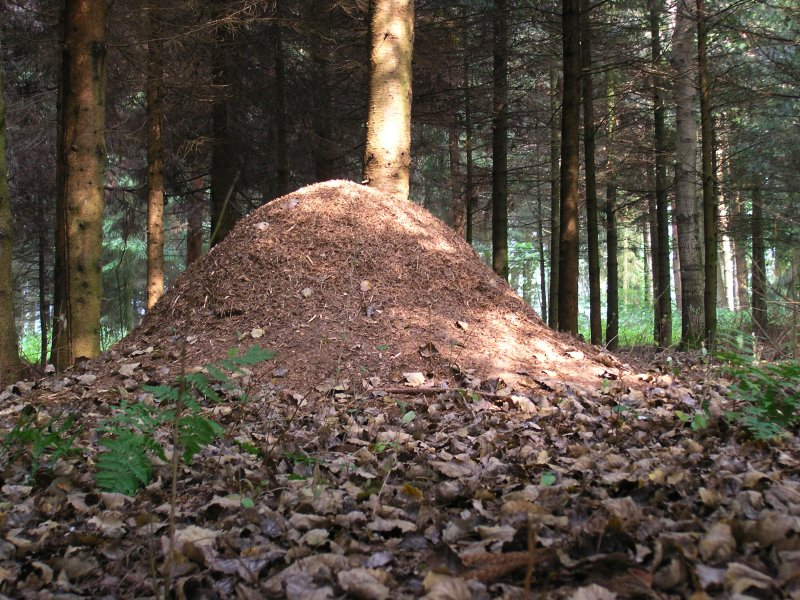
Лесной муравейник, Formica rufa

Мураве́йник (муравьи́ное гнездо́) — название гнезда муравьёв, которое, как правило, заметно своей надземной частью, представляющей собой кучу из кусочков листьев, хвои, веточек и земли (является надземной частью муравьиного гнезда, которое состоит из сложной системы ходов и миниатюрных сооружений).
Разные авторы вкладывают разный смысл в понятие муравейник. В старой русской и популярной литературе муравейник иногда рассматривают в узком смысле, понимая под ним надземную заметную часть гнезда.
В другой литературе муравейник — это чаще синоним всего муравьиного гнезда, включая подземную и прочие части. Той же широкой точки зрения придерживаются в специализированной мирмекологической научной литературе, где в понятие муравейника включают не только всё гнездо (или несколько гнёзд у поликалических видов, чьи семьи живут в нескольких муравейниках, соединённых дорогами), но иногда и всех его обитателей.

## Описание
Размер муравейника у разных видов может быть от жёлудя (Leptothorax, Temnothorax) до двухметровых куполов лесных муравьёв рода Formica. Муравейники бывают земляные, древесные (в пнях и стволах, Camponotus), из растительных остатков (хвоинки, веточки), из живых листьев (например у муравьёв-ткачей рода Oecophylla). В крупных муравейниках рыжих лесных муравьёв и американских муравьёв-листорезов рода Atta могут жить до пяти миллионов насекомых. Срок существования муравейника может быть от нескольких лет до веков. Как правило, муравейник сооружён из еловых иголок, листьев и мелких веток. Подземная часть сооружения с ходами и камерами уходит в землю на глубину до двух метров. Под вечер для сохранения тепла выходы проходов закупориваются смолой. Муравейники очень хрупки.
Муравьи-ткачи рода Oecophylla (например, Oecophylla smaragdina) стягивают листья для своего гнезда и «сшивают» их паутинными липкими нитями, выделяемыми их личинками.
Среди строящих на деревьях видов муравьёв обнаружено несколько мутуалистических систем «муравьи-растения», например Crematogaster—Macaranga; Tetraponera—Barteria; Ocotea—Myrmelachista; Triplaris—Pseudomyrmex.

## Галерея

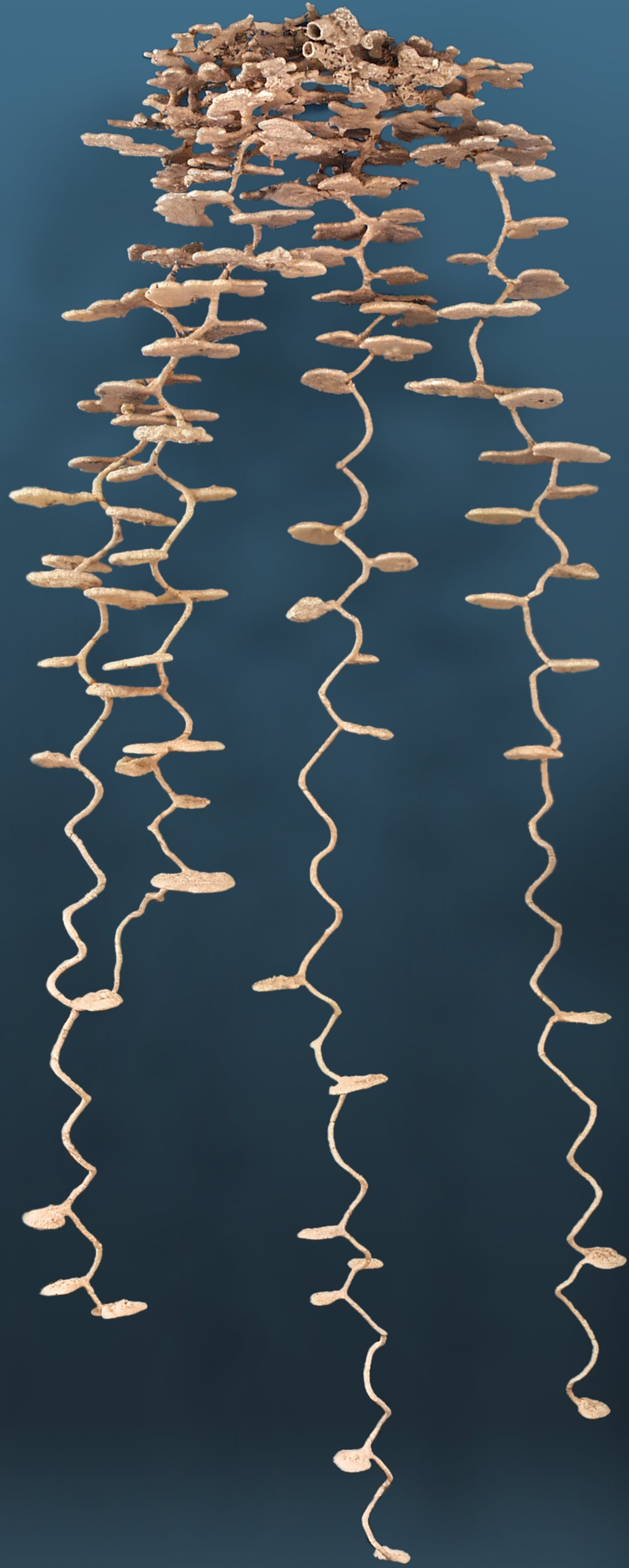
Ходы муравейника (заливка цементом) жнецов Pogonomyrmex badius, Флорида, США
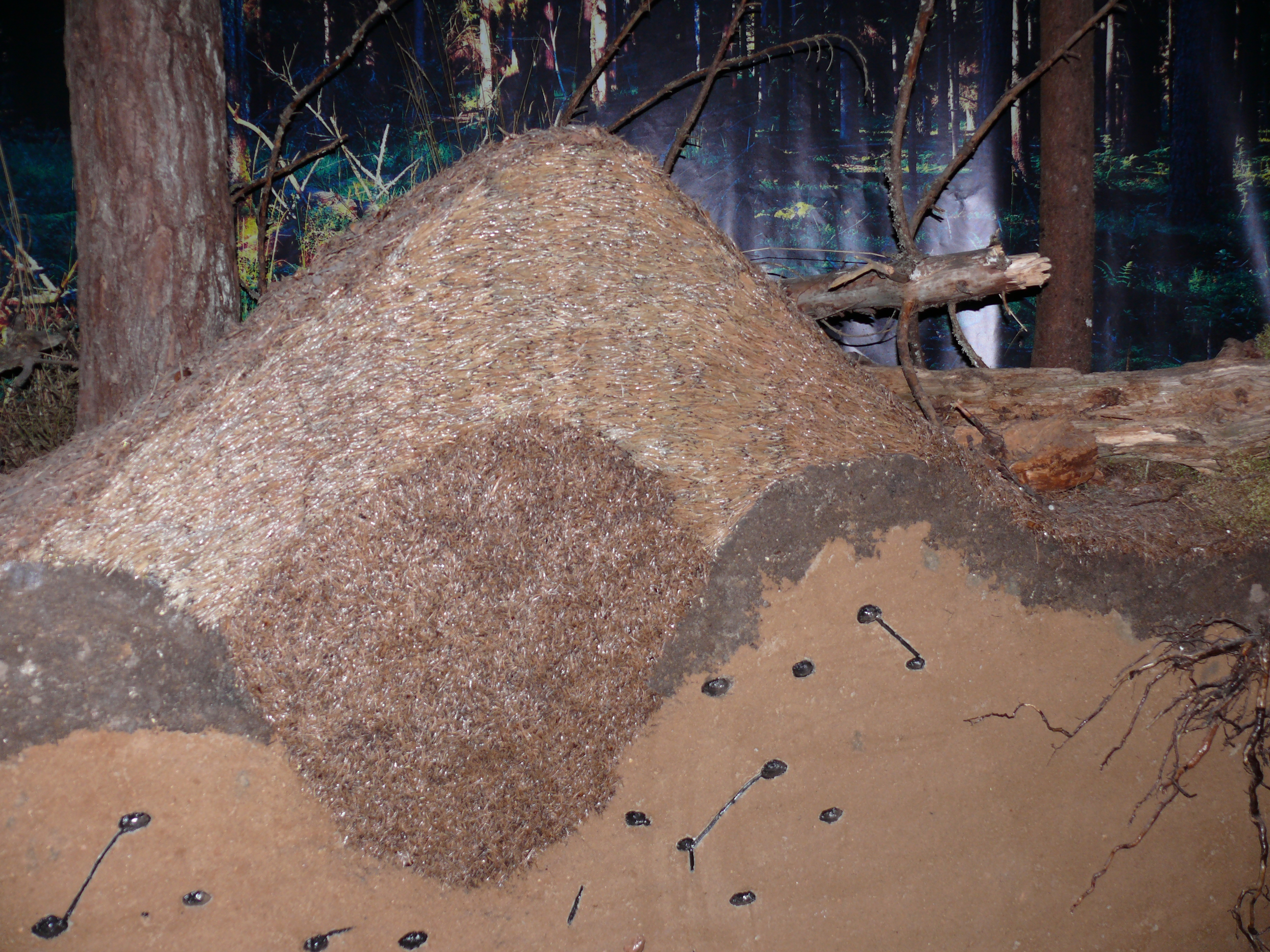
Муравейник в разрезе, Музей в Бяловеже, Польша
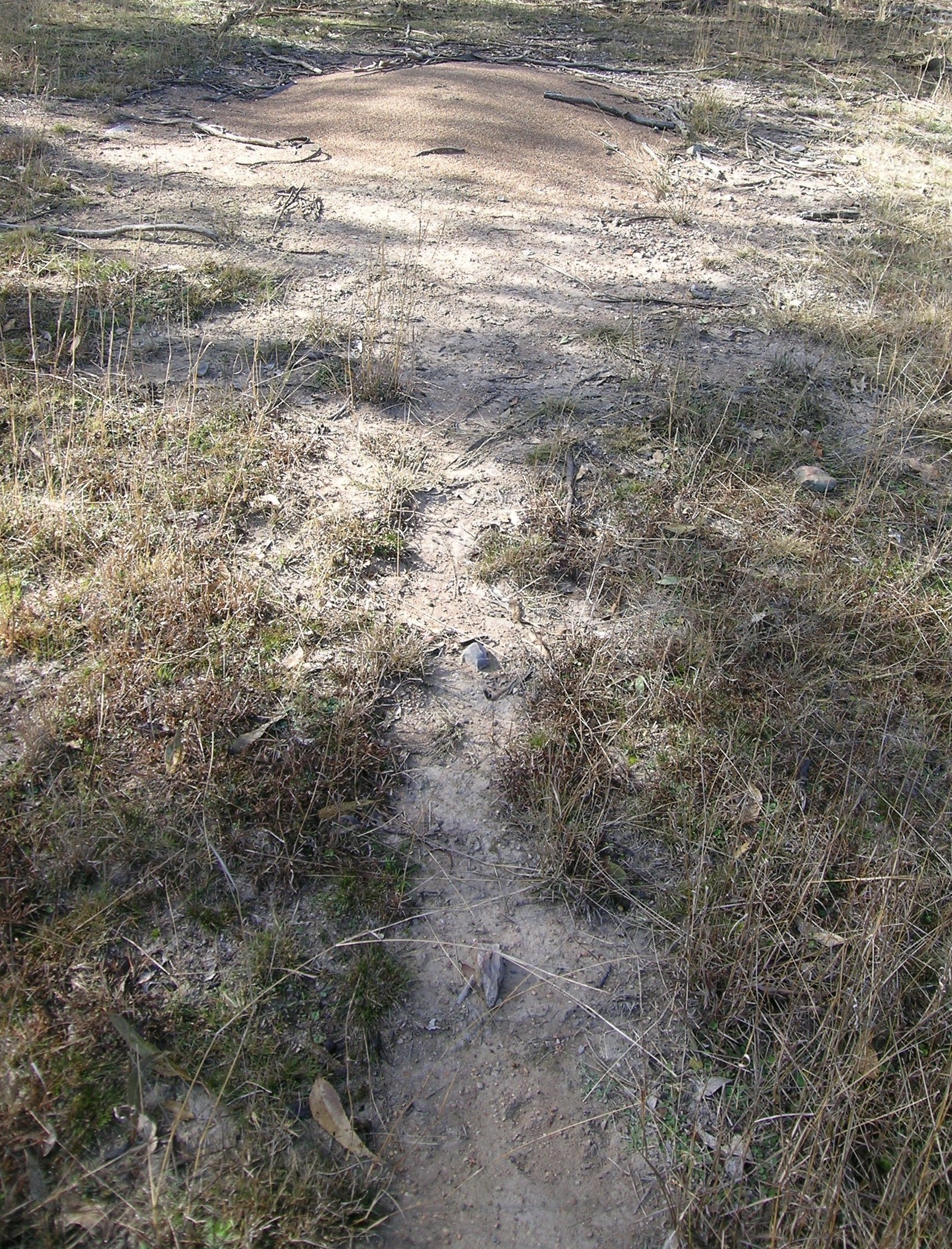
Тропа к муравейнику, Oxley Wild Rivers National Park, Новый Южный Уэльс, Австралия
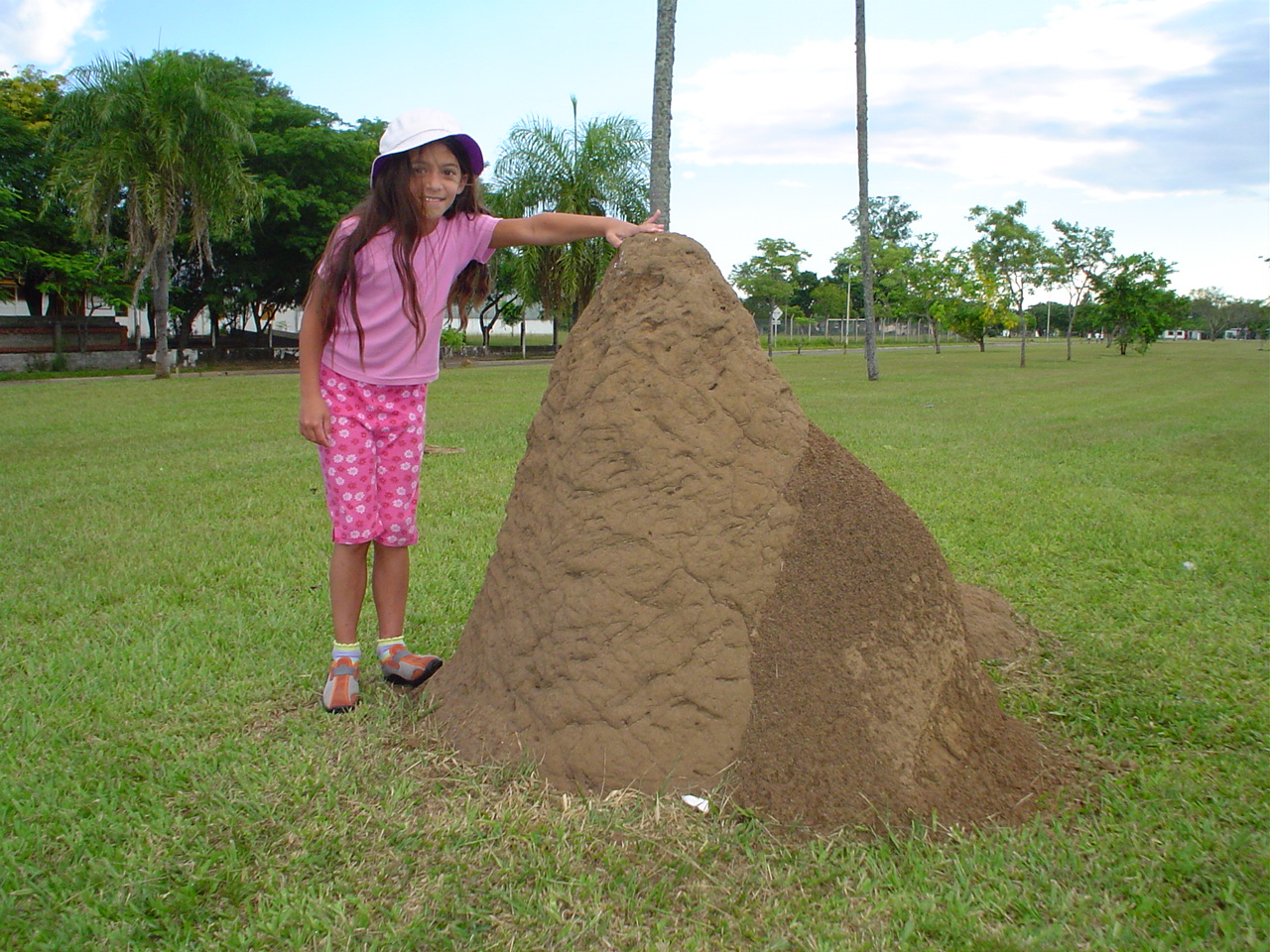
Земляной муравейник, Аргентина
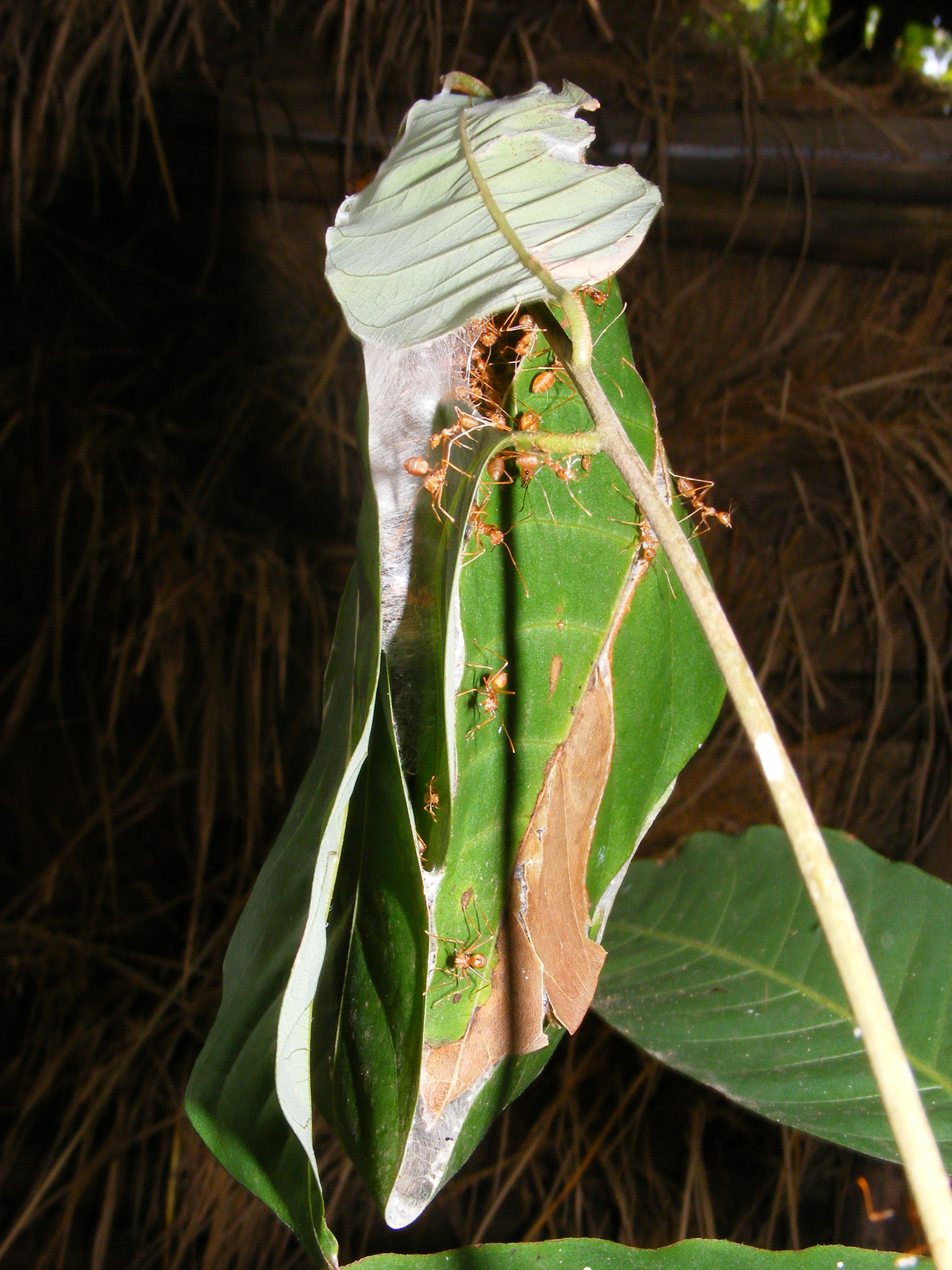
Гнездо из листьев муравьёв-ткачей, Таиланд
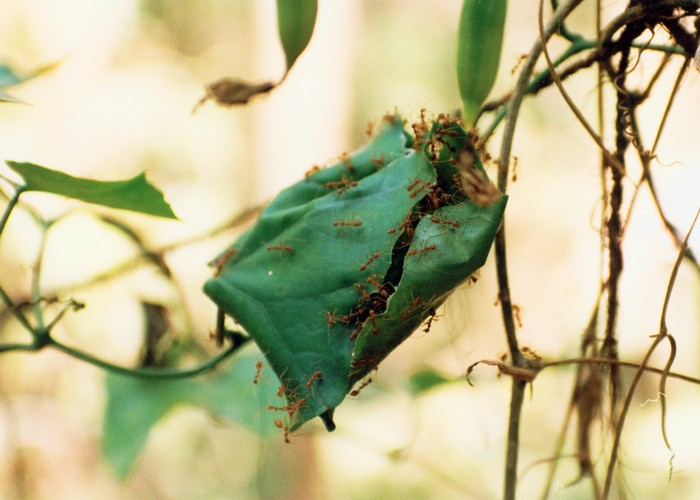
Гнездо из листьев муравьёв-ткачей, Oecophylla
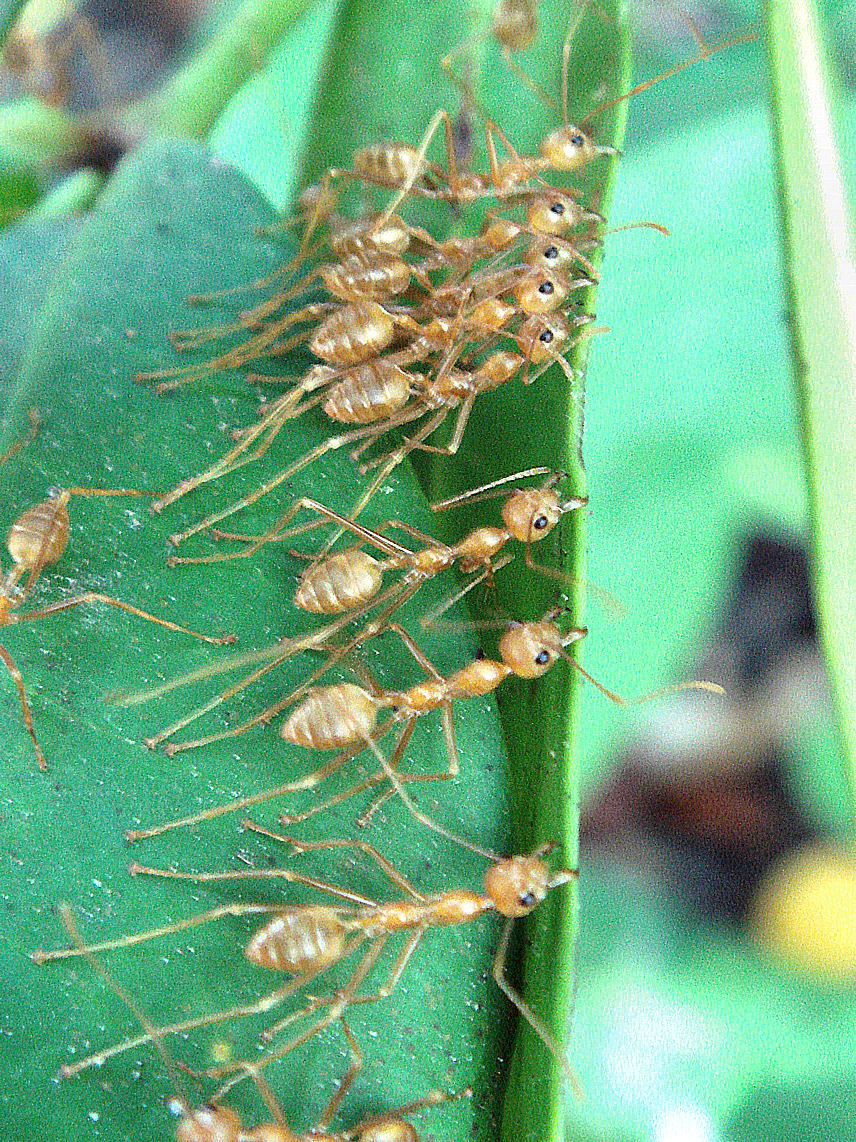
Муравьи-ткачи Oecophylla smaragdina стягивают листья для своего гнезда
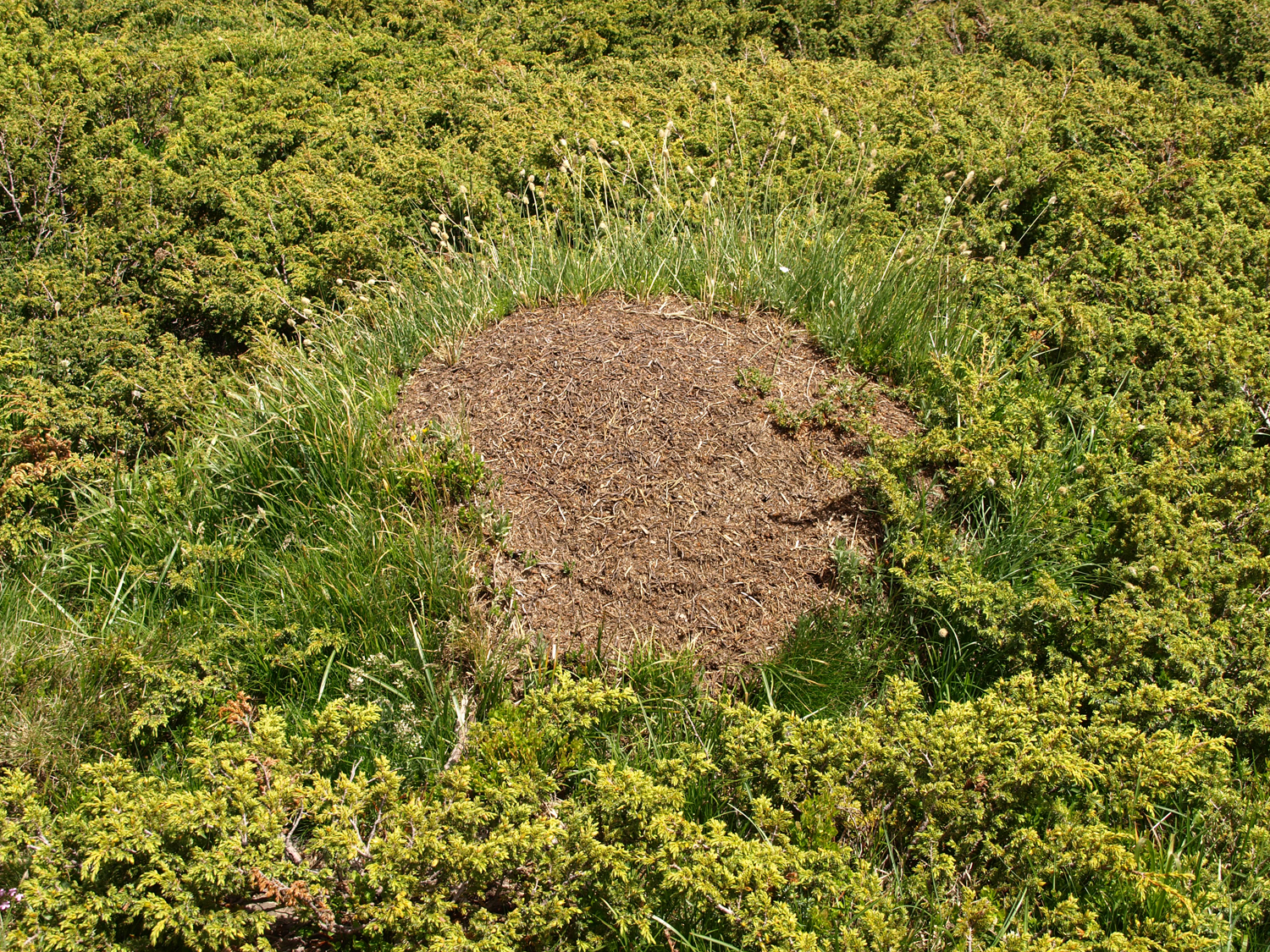
Высокогорный муравейник (2135 м) из Рилских гор
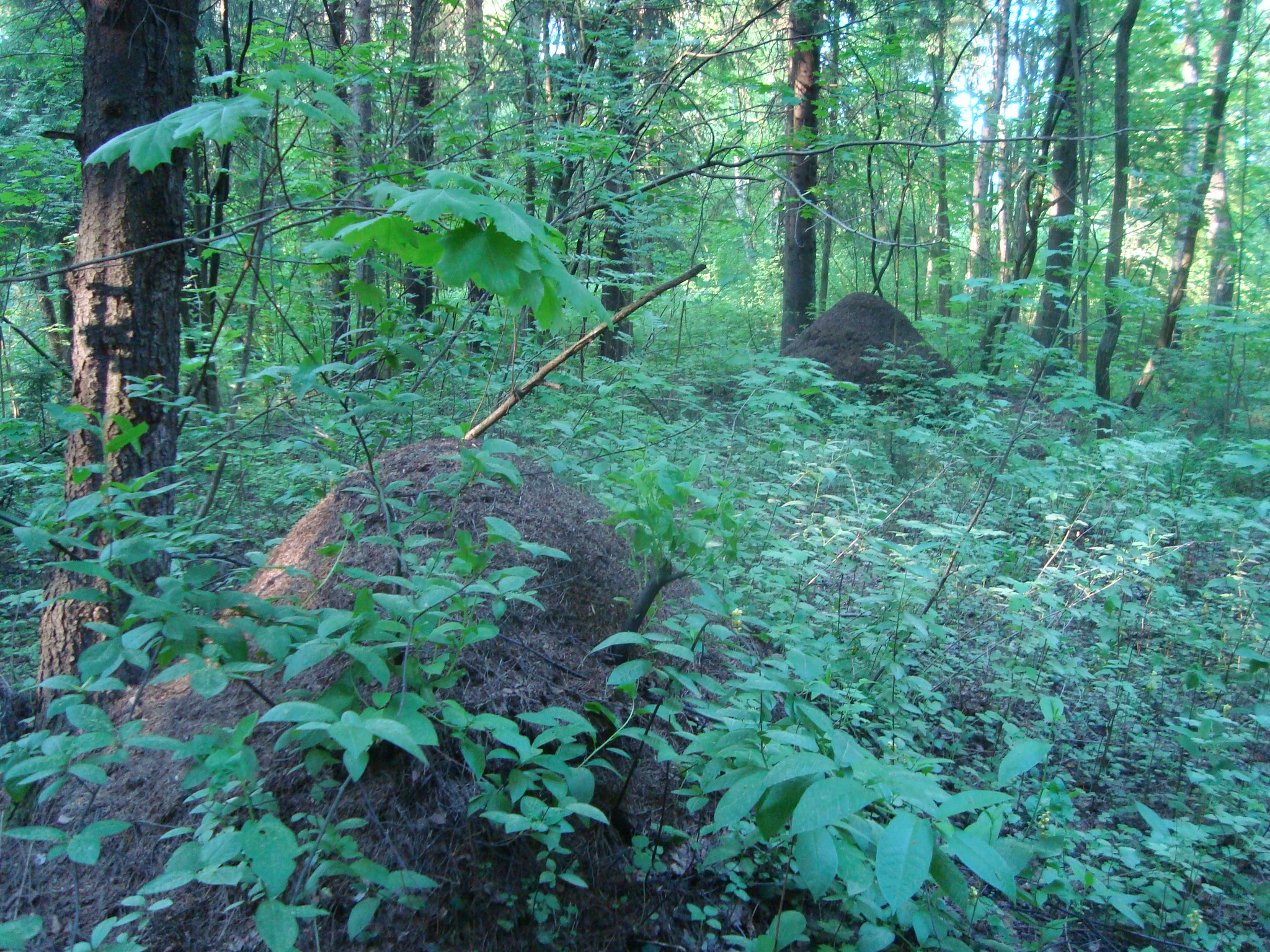
Иногда муравейники располагаются в непосредственной близости друг от друга
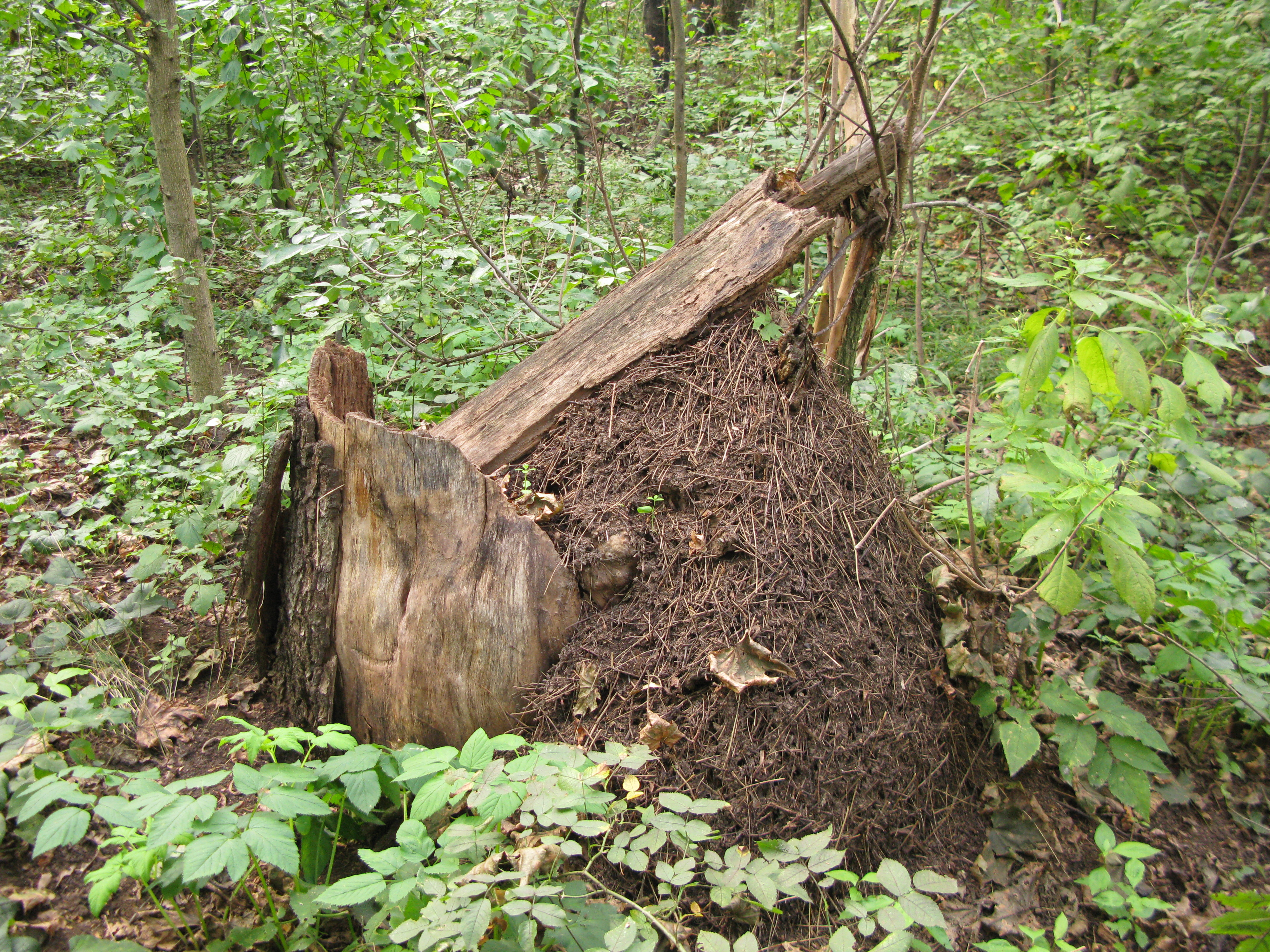
Муравейник Formica rufa
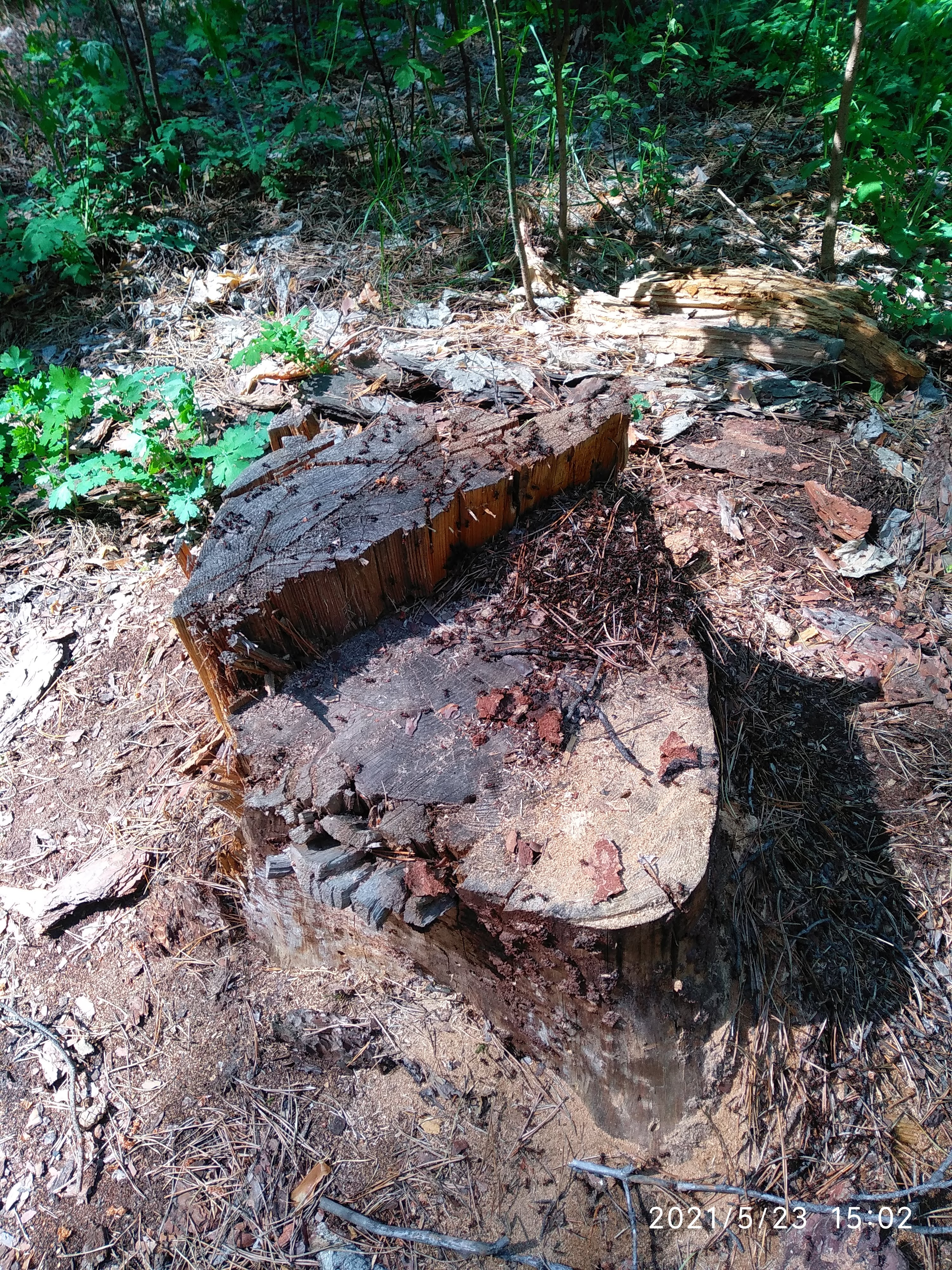
Новая колония муравьёв в Касмалинском ленточном бору

## Суперколонии
У некоторых видов муравьёв колонии располагаются в нескольких построенных ими гнёздах. До 2000 года крупнейшая обнаруженная суперколония муравьёв была известна в прибрежной части округа Исикари на острове Хоккайдо, Япония. Эта колония включает в себя примерно 306 миллионов муравьёв и один миллион маток, которые живут в 45 000 гнёздах на площади 2,7 км². В 2000 году была найдена ещё более крупная суперколония аргентинских муравьёв на побережье южной Европы. Она располагается на узкой полосе прибрежных участков Испании, Франции и Италии.
Огромные размеры муравейников зафиксированы в разных частях света. В России гигантские муравейники обнаружены в Омской (2 метра высотой), Томской (2,5 метра высотой и 5,1 метра в диаметре) областях и в Республике Бурятия на Ушканьих островах (1,7 м высотой и 3 метра диаметром).
Самый крупный муравейник, зарегистрированный в Книге Рекордов России, обнаружен в еловом лесу около деревни Трыш Кукморского район Республики Татарстан (высота составляет 220–235 сантиметров, расположен на уклоне, диаметр — 440 сантиметров).